# SZA (Sängerin)/Diskografie
Diese Diskografie ist eine Übersicht über die musikalischen Werke der US-amerikanischen Sängerin SZA. Den Schallplattenauszeichnungen zufolge hat sie bisher mehr als 165 Millionen Tonträger verkauft, davon alleine in ihrer Heimat über 126 Millionen. Ihre erfolgreichste Veröffentlichung ist die Single Kill Bill mit mehr als 12,2 Millionen verkauften Einheiten.

## Alben

### Studioalben
| Jahr | Titel Musiklabel                          | Höchstplatzierung, Gesamtwochen, AuszeichnungChartplatzierungen (Jahr, Titel, Musiklabel, Platzierungen, Wochen, Auszeichnungen, Anmerkungen) | Höchstplatzierung, Gesamtwochen, AuszeichnungChartplatzierungen (Jahr, Titel, Musiklabel, Platzierungen, Wochen, Auszeichnungen, Anmerkungen) | Höchstplatzierung, Gesamtwochen, AuszeichnungChartplatzierungen (Jahr, Titel, Musiklabel, Platzierungen, Wochen, Auszeichnungen, Anmerkungen) | Höchstplatzierung, Gesamtwochen, AuszeichnungChartplatzierungen (Jahr, Titel, Musiklabel, Platzierungen, Wochen, Auszeichnungen, Anmerkungen) | Höchstplatzierung, Gesamtwochen, AuszeichnungChartplatzierungen (Jahr, Titel, Musiklabel, Platzierungen, Wochen, Auszeichnungen, Anmerkungen) | Anmerkungen                                                  |
| Jahr | Titel Musiklabel                          | DE | AT | CH | UK | US | Anmerkungen                                                  |
| ---- | ----------------------------------------- | --- | --- | --- | --- | --- | ------------------------------------------------------------ |
| 2017 | Ctrl Top Dawg Entertainment • RCA Records | — | — | CH64 (2 Wo.)CH | UK45 Platin · (18 Wo.)UK | US3 ×5Fünffachplatin · (… Wo.)US | Erstveröffentlichung: 9. Juni 2017 Verkäufe: + 5.645.000     |
| 2022 | SOS Top Dawg Entertainment • RCA Records  | DE32 (33 Wo.)DE | AT13 (35 Wo.)AT | CH2 Gold · (… Wo.)CH | UK2 ×2Doppelplatin · (… Wo.)UK | US1 ×6Sechsfachplatin · (… Wo.)US | Erstveröffentlichung: 9. Dezember 2022 Verkäufe: + 7.854.000 |

### Wiederveröffentlichungen
| Jahr | Titel Musiklabel                          | Höchstplatzierung, Gesamtwochen, AuszeichnungChartplatzierungen (Jahr, Titel, Musiklabel, Platzierungen, Wochen, Auszeichnungen, Anmerkungen) | Höchstplatzierung, Gesamtwochen, AuszeichnungChartplatzierungen (Jahr, Titel, Musiklabel, Platzierungen, Wochen, Auszeichnungen, Anmerkungen) | Höchstplatzierung, Gesamtwochen, AuszeichnungChartplatzierungen (Jahr, Titel, Musiklabel, Platzierungen, Wochen, Auszeichnungen, Anmerkungen) | Höchstplatzierung, Gesamtwochen, AuszeichnungChartplatzierungen (Jahr, Titel, Musiklabel, Platzierungen, Wochen, Auszeichnungen, Anmerkungen) | Höchstplatzierung, Gesamtwochen, AuszeichnungChartplatzierungen (Jahr, Titel, Musiklabel, Platzierungen, Wochen, Auszeichnungen, Anmerkungen) | Anmerkungen                                                                                |
| Jahr | Titel Musiklabel                          | DE | AT | CH | UK | US | Anmerkungen                                                                                |
| ---- | ----------------------------------------- | --- | --- | --- | --- | --- | ------------------------------------------------------------------------------------------ |
| 2024 | Lana Top Dawg Entertainment • RCA Records | — | — | — | — | — | Erstveröffentlichung: 20. Dezember 2024 Wiederveröffentlichung von SOS mit 15 neuen Titeln |

### EPs
| Jahr | Titel Musiklabel         | Höchstplatzierung, Gesamtwochen, AuszeichnungChartplatzierungen (Jahr, Titel, Musiklabel, Platzierungen, Wochen, Auszeichnungen, Anmerkungen) | Höchstplatzierung, Gesamtwochen, AuszeichnungChartplatzierungen (Jahr, Titel, Musiklabel, Platzierungen, Wochen, Auszeichnungen, Anmerkungen) | Höchstplatzierung, Gesamtwochen, AuszeichnungChartplatzierungen (Jahr, Titel, Musiklabel, Platzierungen, Wochen, Auszeichnungen, Anmerkungen) | Höchstplatzierung, Gesamtwochen, AuszeichnungChartplatzierungen (Jahr, Titel, Musiklabel, Platzierungen, Wochen, Auszeichnungen, Anmerkungen) | Höchstplatzierung, Gesamtwochen, AuszeichnungChartplatzierungen (Jahr, Titel, Musiklabel, Platzierungen, Wochen, Auszeichnungen, Anmerkungen) | Anmerkungen                            |
| Jahr | Titel Musiklabel         | DE | AT | CH | UK | US | Anmerkungen                            |
| ---- | ------------------------ | --- | --- | --- | --- | --- | -------------------------------------- |
| 2012 | See.SZA.Run Selbstverlag | — | — | — | — | — | Erstveröffentlichung: 29. Oktober 2012 |
| 2013 | S Selbstverlag           | — | — | — | — | — | Erstveröffentlichung: 10. April 2013   |
| 2014 | Z Top Dawg Entertainment | — | — | — | — | US39 (1 Wo.)US | Erstveröffentlichung: 8. April 2014    |

## Singles

### Als Leadmusikerin
| Jahr | Titel Album                                                             | Höchstplatzierung, Gesamtwochen, AuszeichnungChartplatzierungen (Jahr, Titel, Album, Platzierungen, Wochen, Auszeichnungen, Anmerkungen) | Höchstplatzierung, Gesamtwochen, AuszeichnungChartplatzierungen (Jahr, Titel, Album, Platzierungen, Wochen, Auszeichnungen, Anmerkungen) | Höchstplatzierung, Gesamtwochen, AuszeichnungChartplatzierungen (Jahr, Titel, Album, Platzierungen, Wochen, Auszeichnungen, Anmerkungen) | Höchstplatzierung, Gesamtwochen, AuszeichnungChartplatzierungen (Jahr, Titel, Album, Platzierungen, Wochen, Auszeichnungen, Anmerkungen) | Höchstplatzierung, Gesamtwochen, AuszeichnungChartplatzierungen (Jahr, Titel, Album, Platzierungen, Wochen, Auszeichnungen, Anmerkungen) | Anmerkungen |
| Jahr | Titel Album                                                             | DE | AT | CH | UK | US | Anmerkungen |
| --- | ----------------------------------------------------------------------- | --- | --- | --- | --- | --- | --- |
| 2014 | Babylon Z                                                               | — | — | — | — | — | Erstveröffentlichung: 9. März 2014 feat. Kendrick Lamar                                                                |
| 2014 | Child’s Play Z                                                          | — | — | — | — | US— PlatinUS | Erstveröffentlichung: 26. März 2014 Verkäufe: + 1.000.000; feat. Chance the Rapper                                     |
| 2017 | Drew Barrymore Ctrl                                                     | — | — | — | UK— SilberUK | US— ×2DoppelplatinUS | Erstveröffentlichung: 13. Januar 2017 Verkäufe: + 2.300.000                                                            |
| 2017 | Love Galore Ctrl                                                        | — | — | — | UK— PlatinUK | US32 ×8Achtfachplatin · (20 Wo.)US | Erstveröffentlichung: 28. April 2017 Verkäufe: + 9.125.000; feat. Travis Scott                                         |
| 2017 | The Weekend Ctrl                                                        | — | — | — | UK55 Platin · (9 Wo.)UK | US29 ×7Siebenfachplatin · (25 Wo.)US | Erstveröffentlichung: 26. September 2017 Verkäufe: + 8.430.000                                                         |
| 2017 | The Weekend (Funk Wav Remix) –                                          | — | — | — | — | US— PlatinUS | Erstveröffentlichung: 15. Dezember 2017 Verkäufe: + 1.105.000; mit Calvin Harris                                       |
| 2018 | All the Stars Black Panther: The Album                                  | DE13 Gold · (21 Wo.)DE | AT13 Platin · (19 Wo.)AT | CH9 (26 Wo.)CH | UK5 ×3Dreifachplatin · (36 Wo.)UK | US7 ×2Doppelplatin · (26 Wo.)US | Erstveröffentlichung: 4. Januar 2018 Verkäufe: + 6.745.000; mit Kendrick Lamar                                         |
| 2018 | Broken Clocks Ctrl                                                      | — | — | — | UK— PlatinUK | US82 ×6Sechsfachplatin · (4 Wo.)US | Erstveröffentlichung: 9. Januar 2018 Verkäufe: + 6.870.000                                                             |
| 2018 | Garden (Say It Like Dat) Ctrl                                           | — | — | — | UK— SilberUK | US— ×3DreifachplatinUS | Erstveröffentlichung: 19. Juni 2018 Verkäufe: + 3.280.000                                                              |
| 2019 | Power Is Power For the Throne (O.S.T.)                                  | — | — | CH67 (2 Wo.)CH | UK45 (5 Wo.)UK | US90 Gold · (2 Wo.)US | Erstveröffentlichung: 18. April 2019 Verkäufe: + 500.000; mit The Weeknd & Travis Scott                                |
| 2020 | The Other Side Trolls World Tour (Original Motion Picture Soundtrack)   | DE88 (1 Wo.)DE | — | CH47 (1 Wo.)CH | UK44 Silber · (11 Wo.)UK | US61 Platin · (7 Wo.)US | Erstveröffentlichung: 26. Februar 2020 Verkäufe: + 1.240.000; mit Justin Timberlake                                    |
| 2020 | Hit Different –                                                         | — | — | — | UK55 Silber · (2 Wo.)UK | US29 ×3Dreifachplatin · (20 Wo.)US | Erstveröffentlichung: 4. September 2020 Verkäufe: + 3.200.000; feat. Ty Dolla Sign                                     |
| 2020 | Good Days SOS                                                           | DE— aDE | AT73 (1 Wo.)AT | CH39 (8 Wo.)CH | UK13 ×2Doppelplatin · (15 Wo.)UK | US9 ×8Achtfachplatin · (20 Wo.)US | Erstveröffentlichung: 25. Dezember 2020 Verkäufe: + 10.645.000                                                         |
| 2021 | The Anonymous Ones Dear Evan Hansen: Original Motion Picture Soundtrack | — | — | — | — | — | Erstveröffentlichung: 10. September 2021                                                                               |
| 2021 | I Hate U SOS                                                            | — | — | — | UK38 Gold · (11 Wo.)UK | US7 ×4Vierfachplatin · (21 Wo.)US | Erstveröffentlichung: 3. Dezember 2021 Verkäufe: + 4.670.000                                                           |
| 2022 | No Love Still Over It                                                   | — | — | — | UK24 Silber · (3 Wo.)UK | US13 ×2Doppelplatin · (20 Wo.)US | Erstveröffentlichung: 25. März 2022 (Remix) Verkäufe: + 2.295.000; mit Summer Walker Remix mit Summer Walker & Cardi B |
| 2022 | Shirt SOS                                                               | DE— bDE | — | CH76 (1 Wo.)CH | UK17 Gold · (14 Wo.)UK | US11 ×3Dreifachplatin · (23 Wo.)US | Erstveröffentlichung: 28. Oktober 2022 Verkäufe: + 3.790.000                                                           |
| 2023 | Nobody Gets Me SOS                                                      | — | — | CH92 (1 Wo.)CH | UK27 Platin · (9 Wo.)UK | US10 ×3Dreifachplatin · (17 Wo.)US | Erstveröffentlichung: 6. Januar 2023 Verkäufe: + 4.070.000                                                             |
| 2023 | Kill Bill SOS                                                           | DE17 Gold · (21 Wo.)DE | AT19 Platin · (19 Wo.)AT | CH12 Platin · (30 Wo.)CH | UK3 ×2Doppelplatin · (48 Wo.)UK | US1 ×8Achtfachplatin · (52 Wo.)US | Erstveröffentlichung: 13. Januar 2023 Verkäufe: + 12.211.333                                                           |
| 2023 | Snooze SOS                                                              | — | — | CH53 Gold · (3 Wo.)CH | UK18 Platin · (25 Wo.)UK | US2 ×8Achtfachplatin · (70 Wo.)US | Erstveröffentlichung: 25. August 2023 Verkäufe: + 9.945.000                                                            |
| 2024 | Saturn Lana                                                             | DE— cDE | — | CH96 (1 Wo.)CH | UK15 Gold · (13 Wo.)UK | US6 ×2Doppelplatin · (35 Wo.)US | Erstveröffentlichung: 22. Februar 2024 Verkäufe: + 2.590.000                                                           |
| 2024 | Drive Lana                                                              | — | — | — | — | US51 (4 Wo.)US | Erstveröffentlichung: 20. Dezember 2024                                                                                |
| Folgende Lieder erschienen nicht als Single, wurden aber durch das Album zum Download und Streaming bereitgestellt und konnten somit eine Platzierung erlangen: |                                                                         | | | | | | |
| |                                                                         | | | | | | |
| 2022 | Blind SOS                                                               | — | — | — | UK— SilberUK | US12 ×2Doppelplatin · (11 Wo.)US | Charteinstieg: 24. Dezember 2022 Verkäufe: + 2.320.000                                                                 |
| 2022 | Low SOS                                                                 | — | — | — | UK78 Silber · (5 Wo.)UK | US17 ×2Doppelplatin · (16 Wo.)US | Charteinstieg: 24. Dezember 2022 Verkäufe: + 2.515.000                                                                 |
| 2022 | Love Language SOS                                                       | — | — | — | — | US21 Platin · (10 Wo.)US | Charteinstieg: 24. Dezember 2022 Verkäufe: + 1.100.000                                                                 |
| 2022 | Seek & Destroy SOS                                                      | — | — | — | — | US24 Platin · (7 Wo.)US | Charteinstieg: 24. Dezember 2022 Verkäufe: + 1.100.000                                                                 |
| 2022 | Used SOS                                                                | — | — | — | — | US30 Platin · (6 Wo.)US | Charteinstieg: 24. Dezember 2022 Verkäufe: + 1.100.000; feat. Don Toliver                                              |
| 2022 | SOS                                                                     | — | — | — | — | US32 Gold · (5 Wo.)US | Charteinstieg: 24. Dezember 2022 Verkäufe: + 540.000                                                                   |
| 2022 | Special SOS                                                             | — | — | — | — | US37 Platin · (16 Wo.)US | Charteinstieg: 24. Dezember 2022 Verkäufe: + 1.080.000                                                                 |
| 2022 | Ghost in the Machine SOS                                                | — | — | — | — | US40 Platin · (9 Wo.)US | Charteinstieg: 24. Dezember 2022 Verkäufe: + 1.100.000; feat. Phoebe Bridgers                                          |
| 2022 | Gone Girl SOS                                                           | — | — | — | — | US43 Gold · (5 Wo.)US | Charteinstieg: 24. Dezember 2022 Verkäufe: + 540.000                                                                   |
| 2022 | Notice Me SOS                                                           | — | — | — | — | US44 Gold · (3 Wo.)US | Charteinstieg: 24. Dezember 2022 Verkäufe: + 540.000                                                                   |
| 2022 | Smoking on My Ex Pack SOS                                               | — | — | — | — | US52 Gold · (2 Wo.)US | Charteinstieg: 24. Dezember 2022 Verkäufe: + 540.000                                                                   |
| 2022 | Open Arms SOS                                                           | — | — | — | UK63 Gold · (3 Wo.)UK | US54 Platin · (2 Wo.)US | Charteinstieg: 24. Dezember 2022 Verkäufe: + 1.620.000; feat. Travis Scott                                             |
| 2022 | F2F SOS                                                                 | — | — | — | — | US55 Gold · (2 Wo.)US | Charteinstieg: 24. Dezember 2022 Verkäufe: + 580.000                                                                   |
| 2022 | Conceited SOS                                                           | — | — | — | — | US58 Gold · (2 Wo.)US | Charteinstieg: 24. Dezember 2022 Verkäufe: + 540.000                                                                   |
| 2022 | Far SOS                                                                 | — | — | — | — | US61 Gold · (2 Wo.)US | Charteinstieg: 24. Dezember 2022 Verkäufe: + 540.000                                                                   |
| 2022 | Too Late SOS                                                            | — | — | — | — | US62 Gold · (1 Wo.)US | Charteinstieg: 24. Dezember 2022 Verkäufe: + 540.000                                                                   |
| 2022 | Forgiveless SOS                                                         | — | — | — | — | US76 Gold · (1 Wo.)US | Charteinstieg: 24. Dezember 2022 Verkäufe: + 500.000; feat. Ol’ Dirty Bastard                                          |
| 2025 | 30 for 30 Lana                                                          | — | — | — | UK33 (11 Wo.)UK | US10 (… Wo.)US | Charteinstieg: 4. Januar 2025 Verkäufe: + 40.000; feat. Kendrick Lamar                                                 |
| 2025 | BMF Lana                                                                | — | — | — | UK21 (11 Wo.)UK | US29 (20 Wo.)US | Charteinstieg: 4. Januar 2025 Verkäufe: + 95.000                                                                       |
| 2025 | Diamond Boy (DTM) Lana                                                  | — | — | — | — | US60 (2 Wo.)US | Charteinstieg: 4. Januar 2025                                                                                          |
| 2025 | Scorsese Baby Daddy Lana                                                | — | — | — | UK75 (3 Wo.)UK | US41 (5 Wo.)US | Charteinstieg: 4. Januar 2025                                                                                          |
| 2025 | What Do I Do Lana                                                       | — | — | — | — | US62 (2 Wo.)US | Charteinstieg: 4. Januar 2025                                                                                          |
| 2025 | No More Hiding Lana                                                     | — | — | — | — | US69 (1 Wo.)US | Charteinstieg: 4. Januar 2025                                                                                          |
| 2025 | Crybaby Lana                                                            | — | — | — | — | US70 (2 Wo.)US | Charteinstieg: 4. Januar 2025                                                                                          |
| 2025 | Kitchen Lana                                                            | — | — | — | — | US71 (2 Wo.)US | Charteinstieg: 4. Januar 2025                                                                                          |
| 2025 | Another Life Lana                                                       | — | — | — | — | US64 (2 Wo.)US | Charteinstieg: 4. Januar 2025                                                                                          |
| 2025 | Love Me 4 Me Lana                                                       | — | — | — | — | US79 (1 Wo.)US | Charteinstieg: 4. Januar 2025                                                                                          |
| 2025 | Chill Baby Lana                                                         | — | — | — | — | US80 (2 Wo.)US | Charteinstieg: 4. Januar 2025                                                                                          |
| 2025 | My Turn Lana                                                            | — | — | — | — | US81 (1 Wo.)US | Charteinstieg: 4. Januar 2025                                                                                          |

### Als Gastmusikerin
| Jahr | Titel Album                                                              | Höchstplatzierung, Gesamtwochen, AuszeichnungChartplatzierungen (Jahr, Titel, Album, Platzierungen, Wochen, Auszeichnungen, Anmerkungen) | Höchstplatzierung, Gesamtwochen, AuszeichnungChartplatzierungen (Jahr, Titel, Album, Platzierungen, Wochen, Auszeichnungen, Anmerkungen) | Höchstplatzierung, Gesamtwochen, AuszeichnungChartplatzierungen (Jahr, Titel, Album, Platzierungen, Wochen, Auszeichnungen, Anmerkungen) | Höchstplatzierung, Gesamtwochen, AuszeichnungChartplatzierungen (Jahr, Titel, Album, Platzierungen, Wochen, Auszeichnungen, Anmerkungen) | Höchstplatzierung, Gesamtwochen, AuszeichnungChartplatzierungen (Jahr, Titel, Album, Platzierungen, Wochen, Auszeichnungen, Anmerkungen) | Anmerkungen                                                                                         |
| Jahr | Titel Album                                                              | DE | AT | CH | UK | US | Anmerkungen                                                                                         |
| --- | ------------------------------------------------------------------------ | --- | --- | --- | --- | --- | --------------------------------------------------------------------------------------------------- |
| 2016 | Happy Birthday –                                                         | — | — | — | — | — | Erstveröffentlichung: 12. Juli 2016 Childish Major feat. Isaiah Rashad & SZA                        |
| 2016 | Lies –                                                                   | — | — | — | — | — | Erstveröffentlichung: 12. August 2016 Felix Snow feat. SZA                                          |
| 2016 | Bed (Reenacted) –                                                        | — | — | — | — | — | Erstveröffentlichung: 16. Dezember 2016 APSPDR+ feat. SZA, Nemo Achida & Moruf                      |
| 2017 | What Lovers Do Red Pill Blues                                            | DE17 Platin · (26 Wo.)DE | AT11 (25 Wo.)AT | CH9 (29 Wo.)CH | UK12 Platin · (19 Wo.)UK | US9 ×2Doppelplatin · (22 Wo.)US | Erstveröffentlichung: 30. August 2017 Verkäufe: + 5.083.333; Maroon 5 feat. SZA                     |
| 2017 | Homemade Dynamite (Remix) Melodrama (Spotify Bonus-Track)                | — | — | — | — | US92 (1 Wo.)US | Erstveröffentlichung: 14. September 2017 Verkäufe: + 540.000; Lorde feat. Khalid, SZA & Post Malone |
| 2019 | Just Us Father of Asahd                                                  | — | — | CH81 (4 Wo.)CH | UK66 (4 Wo.)UK | US43 Platin · (13 Wo.)US | Erstveröffentlichung: 17. Mai 2019 Verkäufe: + 1.140.000; DJ Khaled feat. SZA                       |
| 2021 | Kiss Me More Planet Her                                                  | DE31 Gold · (21 Wo.)DE | AT19 Platin · (22 Wo.)AT | CH13 Gold · (33 Wo.)CH | UK3 ×2Doppelplatin · (21 Wo.)UK | US3 ×5Fünffachplatin · (43 Wo.)US | Erstveröffentlichung: 9. April 2021 Verkäufe: + 9.523.333; Doja Cat feat. SZA                       |
| 2021 | Just for Me Space Jam: A New Legacy (Original Motion Picture Soundtrack) | — | — | — | — | — | Erstveröffentlichung: 9. Juni 2021 Saint Jhn feat. SZA                                              |
| 2021 | Fue mejor Sin miedo (del amor y otros demonios) (Deluxe Edition)         | — | — | — | — | US— PlatinUS | Erstveröffentlichung: 29. September 2021 Verkäufe: + 1.000.000; Kali Uchis feat. SZA                |
| 2022 | Persuasive She / Her / Black Bitch                                       | — | — | — | — | — | Erstveröffentlichung: 22. Juli 2022 Doechii feat. SZA                                               |
| 2023 | Special (Remix) –                                                        | — | — | — | — | US52 (10 Wo.)US | Erstveröffentlichung: 9. Februar 2023 Lizzo feat. SZA                                               |
| 2023 | Slime You Out For All the Dogs                                           | DE56 (3 Wo.)DE | AT50 (1 Wo.)AT | CH19 (2 Wo.)CH | UK10 Silber · (3 Wo.)UK | US1 (14 Wo.)US | Erstveröffentlichung: 15. September 2023 Verkäufe: + 255.000; Drake feat. SZA                       |
| 2023 | No Szns –                                                                | — | — | — | — | — | Erstveröffentlichung: 22. September 2023 Jean Dawson feat. SZA                                      |
| 2024 | Luther GNX                                                               | DE24 (3 Wo.)DE | AT37 (4 Wo.)AT | CH16 (19 Wo.)CH | UK4 Gold · (23 Wo.)UK | US1 (… Wo.)US | Erstveröffentlichung: 29. November 2024 Verkäufe: + 895.000; Kendrick Lamar feat. SZA               |
| Folgende Lieder erschienen nicht als Single, wurden aber durch das Album zum Download und Streaming bereitgestellt und konnten somit eine Platzierung erlangen: |                                                                          | | | | | | |
| |                                                                          | | | | | | |
| 2018 | I Do Invasion of Privacy                                                 | — | — | — | UK— SilberUK | US23 ×2Doppelplatin · (5 Wo.)US | Charteinstieg: 21. April 2018 Verkäufe: + 2.270.000; Cardi B feat. SZA                              |
| 2019 | Staring at the Sun Hollywood’s Bleeding                                  | — | — | — | — | US34 Platin · (2 Wo.)US | Charteinstieg: 21. September 2019 Verkäufe: + 1.135.000; Post Malone feat. SZA                      |
| 2022 | Beautiful God Did                                                        | — | — | — | UK67 (1 Wo.)UK | US29 Gold · (2 Wo.)US | Charteinstieg: 10. September 2022 Verkäufe: + 500.000; DJ Khaled feat. Future & SZA                 |
| 2023 | Telekinesis Utopia                                                       | DE— dDE | — | — | UK31 Silber · (9 Wo.)UK | US26 Platin · (11 Wo.)US | Charteinstieg: 12. August 2023 Verkäufe: + 1.510.000; Travis Scott feat. Future & SZA               |
| 2023 | Rich Baby Daddy For All the Dogs                                         | DE68 (4 Wo.)DE | — | CH81 (2 Wo.)CH | UK10 Platin · (23 Wo.)UK | US11 (22 Wo.)US | Charteinstieg: 21. Oktober 2023 Verkäufe: + 885.000; Drake feat. Sexyy Red & SZA                    |
| 2024 | Gloria GNX                                                               | — | — | — | — | US27 (4 Wo.)US | Charteinstieg: 7. Dezember 2024 Kendrick Lamar feat. SZA                                            |
| 2025 | DJ’s Chord Organ Balloonerism                                            | — | — | — | — | US95 (1 Wo.)US | Charteinstieg: 1. Februar 2025 Mac Miller feat. SZA                                                 |

## Musikvideos
| Jahr | Titel                    | Regie                             |
| ---- | ------------------------ | --------------------------------- |
| 2012 | Time Travel Undone       |                                   |
| 2012 | Country                  |                                   |
| 2013 | Ice Moon                 | Dauley, Lemar                     |
| 2013 | Teen Spirit              | Scott Fleishman, SZA, Fredo Tovar |
| 2013 | Tomorrow                 | Anthony Sylvester                 |
| 2014 | Babylon                  | Scott Fleishman, SZA, Fredo Tovar |
| 2014 | Warm Winds               | Scott Fleishman, SZA, Fredo Tovar |
| 2014 | Julia (Tender)           | Rodney Passé                      |
| 2017 | Love Galore              | Nabil Elderkin                    |
| 2017 | Drew Barrymore           | Dave Meyers                       |
| 2017 | Supermodel               | Nabil Elderkin                    |
| 2017 | The Weekend              | Solange Knowles                   |
| 2017 | What Lovers Do           | Joseph Kahn                       |
| 2018 | All the Stars            | The Little Homies, Dave Meyers    |
| 2018 | Broken Clocks            | Dave Free, SZA                    |
| 2018 | Doves in the Wind        | Nabil Elderkin                    |
| 2018 | Garden (Say It Like Dat) | Karena Evans                      |
| 2018 | Morning View             | Todd Barrett                      |
| 2019 | Power Is Power           | Anthony Mandler                   |
| 2019 | Just Us                  | Joseph Kahn                       |
| 2020 | The Other Side           | Daniel Russell                    |
| 2020 | Hit Different            | SZA                               |
| 2021 | Good Days                | SZA                               |
| 2021 | Kiss Me More             | Warren Fu                         |
| 2021 | The Anonymous Ones       | Collin Tilley                     |
| 2021 | Fue mejor                | Daniel Sannwald                   |
| 2022 | No Love                  | Lacey Duke                        |
| 2022 | Beautiful                | Collin Tilley                     |
| 2022 | Shirt                    | Dave Meyers                       |
| 2022 | Nobody Gets Me           | Bradley J. Calder                 |
| 2023 | Kill Bill                | Christian Breslauer               |
| 2023 | Snooze                   | Bradley J. Calder                 |

## Promoveröffentlichungen
Promo-Singles

| Jahr | Titel Album            | Höchstplatzierung, Gesamtwochen, AuszeichnungChartplatzierungen (Jahr, Titel, Album, Platzierungen, Wochen, Auszeichnungen, Anmerkungen) | Höchstplatzierung, Gesamtwochen, AuszeichnungChartplatzierungen (Jahr, Titel, Album, Platzierungen, Wochen, Auszeichnungen, Anmerkungen) | Höchstplatzierung, Gesamtwochen, AuszeichnungChartplatzierungen (Jahr, Titel, Album, Platzierungen, Wochen, Auszeichnungen, Anmerkungen) | Höchstplatzierung, Gesamtwochen, AuszeichnungChartplatzierungen (Jahr, Titel, Album, Platzierungen, Wochen, Auszeichnungen, Anmerkungen) | Höchstplatzierung, Gesamtwochen, AuszeichnungChartplatzierungen (Jahr, Titel, Album, Platzierungen, Wochen, Auszeichnungen, Anmerkungen) | Anmerkungen                                                                     |
| Jahr | Titel Album            | DE | AT | CH | UK | US | Anmerkungen                                                                     |
| ---- | ---------------------- | --- | --- | --- | --- | --- | ------------------------------------------------------------------------------- |
| 2017 | Doves in the Wind Ctrl | — | — | — | UK— SilberUK | US— PlatinUS | Erstveröffentlichung: 8. Juni 2017 Verkäufe: + 1.280.000; feat. Kendrick Lamar  |
| 2017 | Consideration Anti     | — | — | — | UK88 Gold · (1 Wo.)UK | US— PlatinUS | Erstveröffentlichung: 8. Dezember 2017 Verkäufe: + 1.590.000; Rihanna feat. SZA |

## Sonderveröffentlichungen
| Jahr | Titel Album                                                      | Anmerkungen                                                                                     |
| ---- | ---------------------------------------------------------------- | ----------------------------------------------------------------------------------------------- |
| 2013 | Tomorrow 24K                                                     | Erstveröffentlichung: 12. März 2013 Kris Kasanova feat. SZA                                     |
| 2014 | Ronnie Drake Cilvia Demo                                         | Erstveröffentlichung: 28. Januar 2014 Isaiah Rashad feat. SZA                                   |
| 2014 | West Savannah Cilvia Demo                                        | Erstveröffentlichung: 28. Januar 2014 · Isaiah Rashad feat. SZA · Verkäufe: + 500.000; US: Gold |
| 2014 | His & Her Fiend Oxymoron                                         | Erstveröffentlichung: 25. Februar 2014 Schoolboy Q feat. SZA                                    |
| 2014 | God’s Reign These Days…                                          | Erstveröffentlichung: 24. Juni 2014 Ab-Soul feat. SZA                                           |
| 2014 | 9 3                                                              | Erstveröffentlichung: 30. Oktober 2014 Willow Smith feat. SZA                                   |
| 2014 | Real Thing Ferg Forever                                          | Erstveröffentlichung: 28. November 2014 A$AP Ferg feat. SZA                                     |
| 2015 | The Need to Know The Album About Nothing                         | Erstveröffentlichung: 31. März 2015 · Wale feat. SZA · Verkäufe: + 1.000.000; US: Platin        |
| 2015 | Easy Bake 90059                                                  | Erstveröffentlichung: 11. September 2015 Jay Rock feat. Kendrick Lamar & SZA                    |
| 2015 | Caretaker Gahdamn!                                               | Erstveröffentlichung: 30. Oktober 2015 Dram feat. SZA                                           |
| 2016 | Consideration Anti                                               | Erstveröffentlichung: 27. Januar 2016 Rihanna feat. SZA                                         |
| 2016 | Untitled 04 / 08.14.2014 Untitled Unmastered                     | Erstveröffentlichung: 4. März 2016 Kendrick Lamar feat. SZA                                     |
| 2016 | Neva Change Blank Face LP                                        | Erstveröffentlichung: 15. Juli 2016 Schoolboy Q feat. SZA                                       |
| 2016 | Stuck in the Mud The Sun’s Tirade                                | Erstveröffentlichung: 2. September 2016 Isaiah Rashad feat. SZA                                 |
| 2016 | Lonely Soul / / / The Law (Prelude) Do What Thou Wilt.           | Erstveröffentlichung: 9. Dezember 2016 Ab-Soul feat. Punch & SZA                                |
| 2017 | Down 4 Whatever Tears in the Club                                | Erstveröffentlichung: 24. Februar 2017 Kingdom feat. SZA                                        |
| 2017 | What Is Love Tears in the Club                                   | Erstveröffentlichung: 24. Februar 2017 Kingdom feat. SZA                                        |
| 2017 | What Lovers Do Red Pill Blues                                    | Erstveröffentlichung: 3. November 2017 Maroon 5 feat. SZA                                       |
| 2017 | Homemade Dynamite (Remix) Melodrama (Spotify Bonus-Track)        | Erstveröffentlichung: 10. November 2017 Lorde feat. Khalid, SZA & Post Malone                   |
| 2018 | Morning View WWW.                                                | Erstveröffentlichung: 23. Februar 2018 Towkio feat. SZA                                         |
| 2018 | I Do Invasion of Privacy                                         | Erstveröffentlichung: 6. April 2018 Cardi B feat. SZA                                           |
| 2018 | Redemption                                                       | Erstveröffentlichung: 22. Juni 2018 Jay Rock feat. SZA                                          |
| 2019 | Just Us Father of Asahd                                          | Erstveröffentlichung: 17. Mai 2019 DJ Khaled feat. SZA                                          |
| 2019 | Staring at the Sun Hollywood’s Bleeding                          | Erstveröffentlichung: 6. September 2019 Post Malone feat. SZA                                   |
| 2020 | Freaky Girls Good News                                           | Erstveröffentlichung: 20. November 2020 Megan Thee Stallion feat. SZA                           |
| 2021 | Kiss Me More Planet Her                                          | Erstveröffentlichung: 25. Juni 2021 Doja Cat feat. SZA                                          |
| 2021 | Score The House Is Burning                                       | Erstveröffentlichung: 30. Juli 2021 Isaiah Rashad feat. 6Lack & SZA                             |
| 2021 | Fue mejor Sin miedo (del amor y otros demonios) (Deluxe Edition) | Erstveröffentlichung: 30. September 2021 Kali Uchis feat. SZA                                   |
| 2021 | Coming Back Friends That Break Your Heart                        | Erstveröffentlichung: 8. Oktober 2021 James Blake feat. SZA                                     |
| 2021 | No Love Still Over It                                            | Erstveröffentlichung: 5. November 2021 Summer Walker feat. Cardi B & SZA                        |
| 2022 | About a Gemini, Pt. 3 Into the Blue Light                        | Erstveröffentlichung: 27. Juli 2022 ImaniCarolyn feat. SZA                                      |
| 2022 | Persuasive She / Her / Black Bitch                               | Erstveröffentlichung: 5. August 2022 Doechii feat. SZA                                          |
| 2022 | Beautiful God Did                                                | Erstveröffentlichung: 26. August 2022 DJ Khaled feat. Future & SZA                              |
| 2023 | Telekinesis Utopia                                               | Erstveröffentlichung: 28. Juli 2023 Travis Scott feat. Future & SZA                             |

| Jahr | Titel Soundtrack                    | Anmerkungen                                                        |
| ---- | ----------------------------------- | ------------------------------------------------------------------ |
| 2018 | All the Stars Black Panther         | Erstveröffentlichung: 9. Februar 2018 mit Kendrick Lemar           |
| 2019 | Power Is Power Game of Thrones      | Erstveröffentlichung: 26. April 2019 mit Travis Scott & The Weeknd |
| 2020 | The Other Side Trolls World Tour    | Erstveröffentlichung: 13. März 2020 mit Justin Timberlake          |
| 2021 | Just for Me Space Jam: A New Legacy | Erstveröffentlichung: 16. Juli 2021 Saint Jhn feat. SZA            |
| 2021 | The Anonymous Ones Dear Evan Hansen | Erstveröffentlichung: 24. September 2021                           |

## Statistik

### Chartauswertung
|                     | DE    | AT    | CH    | UK    | US    |
| ------------------- | ----- | ----- | ----- | ----- | ----- |
| Nummer-eins-Alben   | DE—DE | AT—AT | CH—CH | UK—UK | US1US |
| Top-10-Alben        | DE—DE | AT—AT | CH1CH | UK1UK | US2US |
| Alben in den Charts | DE1DE | AT1AT | CH2CH | UK2UK | US3US |

|                       | DE    | AT    | CH     | UK     | US     |
| --------------------- | ----- | ----- | ------ | ------ | ------ |
| Nummer-eins-Singles   | DE—DE | AT—AT | CH—CH  | UK—UK  | US3US  |
| Top-10-Singles        | DE—DE | AT—AT | CH2CH  | UK6UK  | US12US |
| Singles in den Charts | DE8DE | AT7AT | CH15CH | UK27UK | US59US |

### Auszeichnungen für Musikverkäufe
Das Lied Supermodel wurde weder als Single veröffentlicht, noch konnte es aufgrund von Downloads oder Streamings die Charts erreichen, dennoch erhielt es Schallplattenauszeichnungen für über 2,3 Millionen verkaufte Einheiten.
| Land/RegionAuszeichnungen für Musikverkäufe (Land/Region, Auszeichnungen, Verkäufe, Quellen) | Silber       | Gold       | Platin         | Diamant       | Verkäufe    | Quellen              |
| -------------------------------------------------------------------------------------------- | ------------ | ---------- | -------------- | ------------- | ----------- | -------------------- |
| Australien (ARIA)                                                                            | —            | 6× Gold6   | 60× Platin60   | —             | 4.410.000   | aria.com.au          |
| Belgien (BRMA)                                                                               | —            | 2× Gold2   | 2× Platin2     | —             | 105.000     | ultratop.be          |
| Brasilien (PMB)                                                                              | —            | 12× Gold12 | 15× Platin15   | 10× Diamant10 | 2.460.000   | pro-musicabr.org.br  |
| Dänemark (IFPI)                                                                              | —            | 2× Gold2   | 13× Platin13   | —             | 980.000     | ifpi.dk              |
| Deutschland (BVMI)                                                                           | —            | 3× Gold3   | Platin1        | —             | 1.100.000   | musikindustrie.de    |
| Finnland (IFPI)                                                                              | —            | —          | Platin1        | —             | 40.000      | Einzelnachweise      |
| Frankreich (SNEP)                                                                            | —            | 5× Gold5   | 3× Platin3     | 2× Diamant2   | 1.599.999   | snepmusique.com      |
| Griechenland (IFPI)                                                                          | —            | Gold1      | 5× Platin5     | —             | 110.000     | Einzelnachweise      |
| Italien (FIMI)                                                                               | —            | 2× Gold2   | 6× Platin6     | —             | 445.000     | fimi.it              |
| Kanada (MC)                                                                                  | —            | 12× Gold12 | 92× Platin92   | —             | 7.840.000   | musiccanada.com      |
| Mexiko (AMPROFON)                                                                            | —            | —          | 5× Platin5     | —             | 700.000     | amprofon.com.mx      |
| Neuseeland (RMNZ)                                                                            | —            | 2× Gold2   | 67× Platin67   | —             | 1.860.000   | radioscope.co.nz NZ2 |
| Niederlande (NVPI)                                                                           | —            | —          | Platin1        | —             | 30.000      | nvpi.nl              |
| Norwegen (IFPI)                                                                              | —            | —          | 2× Platin2     | —             | 120.000     | ifpi.no              |
| Österreich (IFPI)                                                                            | —            | —          | 3× Platin3     | —             | 90.000      | ifpi.at              |
| Polen (ZPAV)                                                                                 | —            | 4× Gold4   | 7× Platin7     | —             | 420.000     | olis.pl              |
| Portugal (AFP)                                                                               | —            | Gold1      | 19× Platin19   | —             | 192.000     | Einzelnachweise      |
| Schweden (IFPI)                                                                              | —            | 3× Gold3   | 6× Platin6     | —             | 575.000     | sverigetopplistan.se |
| Schweiz (IFPI)                                                                               | —            | 3× Gold3   | Platin1        | —             | 50.000      | hitparade.ch         |
| Spanien (Promusicae)                                                                         | —            | 3× Gold3   | 5× Platin5     | —             | 360.000     | elportaldemusica.es  |
| Südafrika (RISA)                                                                             | —            | Gold1      | —              | —             | 10.000      | Einzelnachweise      |
| Ungarn (MAHASZ)                                                                              | —            | Gold1      | 2× Platin2     | —             | 10.000      | slagerlistak.hu      |
| Vereinigte Staaten (RIAA)                                                                    | —            | 16× Gold16 | 115× Platin115 | —             | 123.000.000 | riaa.com             |
| Vereinigtes Königreich (BPI)                                                                 | 13× Silber13 | 6× Gold6   | 19× Platin19   | —             | 15.600.000  | bpi.co.uk            |
| Zentralamerika (CFC)                                                                         | —            | Gold1      | —              | —             | 35.000      | cfc-musica.com       |
| Insgesamt                                                                                    | 13× Silber13 | 86× Gold86 | 450× Platin450 | 12× Diamant12 |             |                      |